# イングランド教会史
イングランド教会史（イングランドきょうかいし）では、イングランドにおける教会の歴史を概説する。またベーダ・ヴェネラビリスの同名書籍についても概説する。

## イングランド教会の歴史

### 布教の開始
ブリテン島のキリスト教の歴史は、ローマ帝国時代にまで遡ることができる。古代末期にはペラギウスや聖パトリックが知られており、後者によってアイルランド伝道が開始された。
アイルランドが急速にキリスト教化するのと対照的に、ブリテン島はアングロ・サクソン人の侵入を受け、一時的にキリスト教布教が停滞した。しかしながら563年以降、アイルランドから渡った聖コルンバがアイオナ島を拠点にスコットランド改宗に着手し、597年6月9日の死にいたるまで熱心な布教活動を続けた。ちょうど同じ年の6月2日に教皇グレゴリウス1世の命を受けた聖オーガスティンがケント王国に上陸し、イングランド布教も開始された。

### ケルト教会とカトリック教会
こうしてアイルランド人のケルト教会とカトリック教会が同じ島で同時期に別々に布教を開始したが、両者は様々な面で相違していたために布教をめぐって摩擦や対立が生じることとなった。
ケルト教会とカトリックでは、復活日の計算の仕方が異なり、両者の日取りの間には数週間の誤差が生じていた。ケルト教会はユダヤ教の過越祭にちなんで、ユダヤ暦ニサン月の14日に行っていた。また両者の修道士の剃髪のスタイルも異なり、ケルトの修道士は額を完全に剃り落としていたが、カトリックの修道士はドーナッツ状に髪を残していた。。

### ウィットビー教会会議
663年にノーサンブリア王オスウィがケルト教会の方式で復活日を祝っている時、カトリック方式に従っていた妻がまだ四旬節を守っていたために、復活日に関する問題が表面化した。これを解決するために両者はウィットビーで教会会議を開いて王の前で議論し、最終的に王はカトリックを支持した。664年、ウィットビー教会会議ではカトリック側が勝利した。以後イングランドの地域ではカトリック教会が優勢になった。
8世紀末のデーン人の侵入によって、イングランドの教会は再び停滞の時期を迎えたが、10世紀にはアルフレッド大王の下で復興がなされた。その後デーン人侵入の第二波がイングランドを襲うが、その王クヌートはキリスト教徒であり、キリスト教を厚く保護した。

### ノルマン朝

#### ウィリアム1世
エドワード懺悔王の死後、1066年のヘイスティングズの戦いに勝利したウィリアム1世がイングランド王に即位してノルマン朝を開始した。ウィリアムは自身の王権を強化しようとして、イングランドに強力な支配権を打ち立てようと試み、イングランド国内の司教や大修道院長を自ら指名し、指輪と司教杖を与えて叙任した。このことは当時の教皇庁が進めていた、俗人による聖職叙任を排除しようという改革運動と真っ向から対立するものであった。ウィリアムはノルマンディー公時代から教会改革の精神には賛同し、自領の聖職者の倫理的・道徳的改革には熱心であった。しかしグレゴリウス改革の主眼である聖職叙任権については、自己の意志を貫徹し、ノルマンディー公時代から世俗家系の者を司教位につけ、イングランド征服後も征服以前にウィリアムに仕えていた有力者を優先的に司教に任じた。。
1073年にグレゴリウス7世が登極すると、グレゴリウスはウィリアムを説得して俗人叙任を止めさせようとしたが、徒労に終わった。
ウィリアムは勅令を出して、イングランドの臣下が国王が同意しない破門宣告に同意することや、司教が国王に無断で出国すること、国内の聖職者が国王の認めない教皇書簡を受け取ることを一切禁じた。
ウィリアムの宗教政策はカンタベリー大司教ランフランクの協力によって推進された。ランフランクはまず、カンタベリー大司教のイングランドにおける首位性を確立するため、ヨーク大司教トマスに服従誓願を迫り、それを取り付けることでイングランドにおけるカンタベリー大司教の首位権確立に大きな前進をもたらした。ウィリアム1世の下に王国を統一するためにもこれは必要なことであった。ランフランクはカンタベリー大司教のイングランドにおける首位性が確認されないならば、ヨーク大司教がカンタベリー大司教と別個にイングランド王を聖別できる可能性があり、王国の統一にとって不利益であることを示唆した。この逸話についてはあまり重視しない見解もある。
ローマ教皇庁は地域的な首位教会という考えには反対であったので、これを支持しなかったが、ウィリアムとランフランクは伝統的な政教協力の思想の下に、イングランドに強力な政府を樹立し、イングランド教会の独立を守り抜いた。このカンタベリー大司教の首位権の確認が、イングランド王国を信仰を通じた一つの共同体に変え、普遍的カトリックからの切り離しをもたらし、のちの国民国家へつながる枠組みの萌芽を成立させたという見解もある。

#### 教皇派アンセルムス

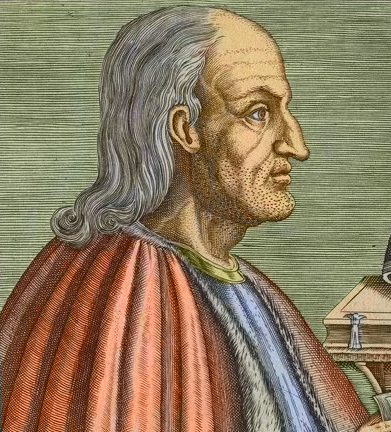
アンセルムス
師であるランフランクの跡を継いでカンタベリー大司教となる。イングランド王国での聖職叙任権改革を進め、王権と対立。17年にわたる在位期間中、2度も追放される憂き目にあった

ランフランクの後継者であるアンセルムスは前任者とは対照的に、ローマ教皇に忠実な人物であった。しかし瀬戸一夫はアンセルムスが教皇と国王の間での叙任権闘争に、「聖俗切断」の論理で両者の和解をもたらしつつ、カンタベリー大司教の首位権確立に尽力した人物と見ている。
アンセルムスは明確に教皇首位権を認めていたので、1095年2月のロッキンガム教会会議では、教会に対する国王の干渉を強く非難した。
これに対し、国王ウィリアム2世に忠実なイングランドの司教たちは、逆にアンセルムスに教皇への服従を放棄するよう忠告した。
つづくヘンリー1世は聖職叙任に関して教皇とアンセルムスに歩み寄り、1107年ロンドン協約を結んだ。ヘンリーがこのような妥協に踏み切ったのは、当時ノルマンディー公ロベール2世がイングランド王位に野心を持ち、自らの王位を維持するために高位聖職者の協力が必要だったためである。そこでは国王や俗人から聖職者が叙任されることは原則的に禁じられた一方、国王に対する臣従宣誓を理由として司教叙任を拒んではならないという規則が設けられた。これによってイングランド国王は教会に対する実質的な影響力を維持した。
しかしながら、1114年のカンタベリー大司教選挙において、国王が推薦する候補が落選するなど、国王の教会政策に一定の疑問が投げかけられる結果をもたらした。

### スティーブン王とウィンチェスター教会会議
ヘンリー1世の跡を継いだスティーブン王の時代は混乱を極め、王は自らの権力を維持するために教会にあらゆる譲歩をしたが、その約束は果たされず、逆に国王と教会の対立は深まった。1139年に国王がソールズベリー司教ロジャーを逮捕投獄する事件が起こり、これを機にスティーブンは聖界の支持を決定的に失った。
1141年のウィンチェスター教会会議で司教たちは、司教には国王を聖別する権利があると主張し、マティルダを「女支配者」 ("Domina Anglorum") として認めた。スティーブン王の治世の間、イングランドは実質的な内乱状態にあったが、教会はその混乱の中で影響力を強め、王権からの相対的な自由を獲得した。

### プランタジネット朝

#### クラレンドン法
スティーブン王の死後、生前の約束通りヘンリー2世が即位してプランタジネット朝を開いた。新国王はイングランドの無秩序状態を収拾するため、法律を整備する必要性を感じ、裁判制度の改革に乗り出した。イングランドでは、ウィリアム1世時代に世俗の裁判所と教会裁判所が分離されており、聖職者は教会裁判所で裁くこととされていた。これは聖職者の特権と見なされていたが、国王裁判所では死罪に当たるような罪でも、教会裁判所では軽い罰で済んだために、獄吏を買収して剃髪して詐って聖職者を名乗り、刑を軽くするような法の抜け道が存在していた。ヘンリーは法の公正な執行のために、聖俗で刑罰が異なるこの法制度を改革することを意図し、クラレンドン法を制定し、教会裁判所で聖職者が裁かれ聖位を剥奪された場合は国王裁判所で改めて俗人として裁くことができるとし、国王の許可無く聖職者が教皇へ上訴することを禁じた。

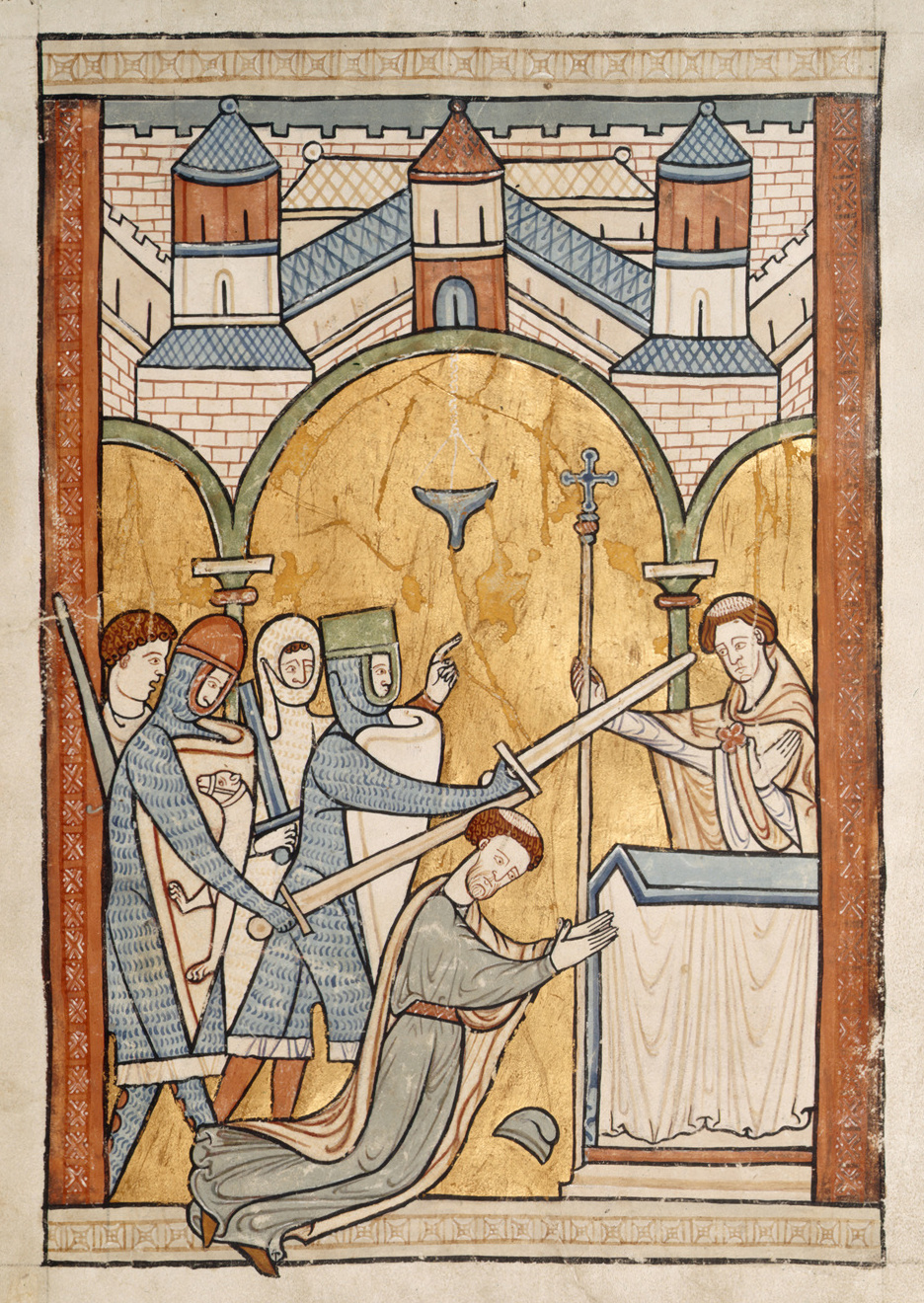
カンタベリー大司教トマス・ベケットはクラレンドン法に強硬に反対し、惨殺され、列聖された。

これに対しカンタベリー大司教トマス・ベケットは教会の権利を擁護して国王に反対した。長く追放された後、ベケットはイングランドに帰国するが、カンタベリー大聖堂で4人の騎士に殺害された。しかしこのことでベケットは殉教者として崇敬されるようになり、国王は譲歩せざるを得なくなった。結局大逆罪に関する条項を除いてクラレンドン法のほとんどは破棄された。
中世の初期においては国王の強力な掣肘化にあったイングランド教会であったが、プランタジネット朝の開始時には大陸での教会改革の成果も取り入れ、王権に対して一定の独立を守ることが可能となっていた。しかし、一方でこの時代にカンタベリー大司教の首位権が徐々に確立され、イングランドにおぼろげながらも一つの信仰共同体が形成され始めたことは、後の国教会体制を準備するものであった。

### 教皇との対立

#### ジョン王の時代
イングランド王権と教権はジョン王の時代にカンタベリー大司教の選任問題をめぐって対立した。カンタベリー大司教ウォルターが1205年に死ぬと、その後継を巡って王とイングランド教会は別々の人物を後任としようとし、ジョン王は教皇インノケンティウス3世に仲裁を求めた。
教皇は王と教会両方を批判した上でスティーブン・ラングトンを大司教にするよう命じた。この決定にジョンは不満をあらわにした。というのもたとえば前任のウォルターはカンタベリー大司教であるとともに政治家でもあって、先代の国王リチャード1世が十字軍遠征に参加して不在の間、国内の政治をとって安定を守つなど、カンタベリー大司教はイングランド国内にあって王の高級官僚としての役割も担っていた。カンタベリー大司教の選任には王の同意が必要であるという慣例(クラレンドン法)があった上、ラングトンはパリ大学出身の高名な神学者であったが、伝統的にイングランドのプランタジネット王家とフランスのカペー王家は対立関係にあり、フランスの大学出であることもジョン王には気に入らなかった。教皇はイングランドの全教会の聖務停止を科し、ジョン王は報復として教会財産の没収を命じた。
この争いは1214年まで続けられ、結果イングランド王権は大司教選挙施行の許可権と選挙結果への同意権を確保したものの、ラングトンを大司教とすることを受け入れ、イングランド王が教皇の封臣となることを認めさせられ、さらに多額の賠償金を払うこととなった。

#### マグナカルタ

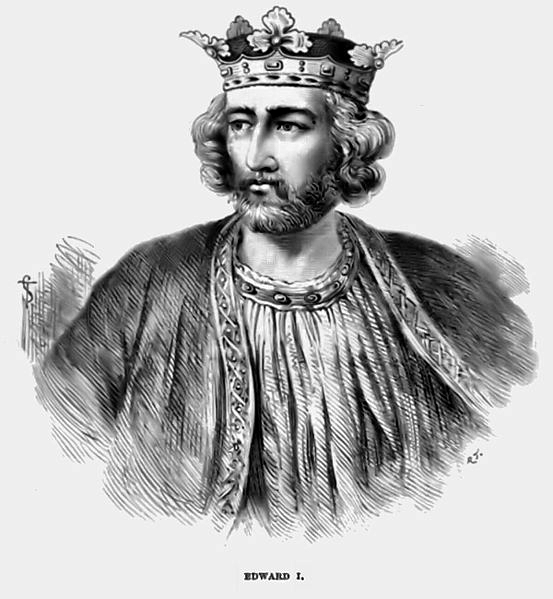
エドワード1世
ウェールズを征服し、スコットランドにも遠征してブリテン島におけるイングランドの優位を確立させた。積極的な外征とその成功によって支持を集める一方、内政においても「模範議会」に代表される議会制度の整備や立法制度、司法制度などにも進歩をもたらした。しかし晩年には課税を巡って教会や諸侯と対立するなど政治的には危機的状況を迎えた

ジョン王に対してイングランド諸侯の反発は最高潮に達し、マグナカルタを起草して王に承認を求めた。マグナカルタの「保証条項」が王権の制限をもたらすことを危惧した王は直ちに拒否した。1215年5月5日諸侯は臣従誓約を破棄して反乱し、ジョン王は反乱諸侯の所領の没収を命じた。しかしロンドン市民が反乱に荷担し、彼らがここを拠点とするようになると、ジョン王は妥協を余儀なくされ、6月19日にマグナカルタが承認された。
ところがマグナカルタは「保証条項」で、25人の諸侯が王国内の平和と諸自由に対して権利を持ち、責任を担うことを規定していたため、王権だけでなく教権にとっても好ましいものではなかった。このことはイングランド王が教皇の封臣となっていた当時、教皇権の裁治権を狭めるものであると考えられたからである。このことを見抜いたイングランドの聖職者たちはマグナカルタ派の反乱に荷担せず、反乱は世俗諸侯によって遂行された。教皇はマグナカルタを批判し、これに力を得たジョン王はマグナカルタを守らなかった。反乱諸侯はフランス王権に介入を依頼し、カンタベリー大司教もこれに荷担する様子を見せたが1216年10月18日突然にジョン王は逝去した。息子ヘンリー3世の即位にあたって、マグナカルタから「保証条項」が削除され、さらにこの修正版には摂政ウィリアム・マーシャルの印章と共に、教皇特使の印章が付与された。

#### 議会の誕生
ヘンリー3世は一連の諸侯との交渉において何人かの固定した成員によって形成される常設の国王評議会（キングズ・カウンシル、"King's council"）を認め、のちにこれが議会（パーラメント、"parliament"）と呼ばれるようになった。ヘンリー3世に不満を持つ諸侯がシモン・ド・モンフォールを中心に反乱すると、モンフォールは従来の成員のほかに各州より2名の自由民と各都市から2名の代表を集めて議会を開いた。結局乱は鎮圧され、これは定例とはならなかったのであるが、エドワード1世の時代、1295年の「模範議会 ("Model Parliament")」からは平民の代表が呼ばれることが規則となった。エドワード1世はこの模範議会で聖職者と平民に課税同意を求めたが、聖職者は教権に訴え、教皇ボニファティウス8世は教皇勅書「俗人は聖職者に（クレリキス・ライコス、"Clericis laicos"）」を発し、俗権の教会課税にはそのつど教皇の認可が必要であり、違反に対しては破門を持って応じるとしたので、エドワード1世の意図はくじかれた。
14世紀半ばのエドワード3世の時代になると、イングランド教会に対する教権の支配に対して国内の聖職者からの反発が強くなってきた。この時期教皇庁はアヴィニョンに遷移させられてイタリア半島にある教皇領は周辺勢力に浸食されて慢性的な資金難にあえいでおり、収入の一環として聖職売買をさかんにおこなっていた。とくにジョン王以来教皇の教会支配が強まったイングランドでは聖職売買によって地位を得た外人聖職者を受け入れていた。国王と議会は1351年に聖職者任命無効令を、1353年に上訴禁令を出してイングランド国内における教権と教会法の影響を排除しようとしたが、実際に行使されなかった。

## ヴェネラビリスの『イングランド教会史』
（羅：Historia ecclesiastica gentis Anglorum, 英：Ecclesiastical History of the English people）は、七王国時代にベーダ・ヴェネラビリスによって書かれた教会史に関する書物。ベーダの著書の中で最も著名なものとして知られている。
この書は、イングランドにおける教会の歴史、およびイングランドでの出来事全般を記したものであるが、とくにカトリックとケルト系キリスト教の軋轢を細かく書いている。またアングロサクソンの歴史を語る上で最重要の文献のひとつとされており、イングランド人とは何かというアイデンティティが確立していく上で、重要な役割を担ってきた存在とも考えられている。この著作は731年に校了、ベーダが59歳の頃と考えられている。